# Буйневич (станция, Приморский край)
Буйне́вич — железнодорожная станция (как населённый пункт) в Пожарском районе Приморского края России. Входит в состав Игнатьевского сельского поселения.

## География
Расположена на участке Бикин — Дальнереченск.
Автомобильная дорога к станции Буйневич идёт на запад от автотрассы «Уссури», расстояние до автотрассы около 9 км, расстояние до районного центра Лучегорска (на север) около 24 км.
На запад от станции Буйневич идёт дорога к селу Емельяновка, расстояние около 2 км.

## История
До 1972 года станция носила название Хунхуз. Переименована после вооружённого конфликта за остров Даманский. Названа в честь старшего лейтенанта пограничной службы Николая Михайловича Буйневича (1944—1969), погибшего в бою за остров Даманский.

## Население
| 2002 | 2005 | 2010 |
| ---- | ---- | ---- |
| 9    | ↘8   | ↘6   |

## Инфраструктура
Путевой пост Буйневич Владивостокского отделения Дальневосточной железной дороги.